# Мурджан
Myripristis murdjan або мурджан — вид бериксоподібних риб родини Голоцентрові (Holocentridae).

## Опис
Тіло завдовжки до 23 см. У риби великі очі, завдяки яким у мурджана добрий нічний зір. Тіло стиснуте з боків, хвостовий стовбур довгий. Голова велика. Перший спинний плавець з гострими променями, другий — трикутної форми, симетричний до анального. Хвіст роздвоєний. Забарвлення червоного кольору, луска по середині тіла світлішого відтінку. Яскраво виділяється чорна смуга позаду зябрової кришки. Очі окаймлені темною смугою.

## Поширення та спосіб життя
Риби поширена в Індо-Тихоокеанському регіоні та у Червоному морі. Зустрічається в лагунах та на рифах, вдень ховається у печерах та ущелинах.